# William Gay
William Gay (Hohenwald, 27 oktober 1941 – aldaar, 23 februari 2012) was een Amerikaans schrijver.

## Biografie
William Elbert Gay werd in 1941 geboren in Hohenwald, Tennessee in de Verenigde Staten. Nadat hij zijn middelbareschooldiploma had gehaald, ging hij bij de Marine en vocht in de Vietnamoorlog.
Hij begon op zijn vijftiende al met schrijven, toch werden zijn eerste verhalen pas in 1998 gepubliceerd. Zijn eerste roman, The Long Home, verscheen in 1999. Voor dit boek won hij de 1999 James A. Michener Memorial Prize. Zijn boeken spelen altijd in het landschap van de zuidelijke staten van Amerika in de jaren veertig en vijftig. Hij is in 2002 benoemd tot John Simon Guggenheim Fellow voor fictie.
Hij overleed op zeventigjarige leeftijd.

## Verfilmingen
In 2000 werd Provinces of Night verfilmd als Bloodworth.
James Franco is van plan The Long Home te regisseren en zelf een hoofdrol op zich te nemen.
- Biblioteca Nacional de España: XX5556836
- Bibliothèque nationale de France: cb16179508x (data)
- Catàleg d'autoritats de noms i títols de Catalunya: 981058611776506706
- Gemeinsame Normdatei: 102503605
- International Standard Name Identifier: 0000 0001 1718 465X
- Library of Congress Control Number: n99046248
- MusicBrainz: 12605cb7-28d5-487f-bdc3-41e66c511ebe
- Nationale Bibliotheek van Israël: 987007432669405171
- Nationale en Universitaire bibliotheek Zagreb: 000387984
- Nederlandse Thesaurus van Auteursnamen: 23002873X
- Réseau des bibliothèques de Suisse occidentale: 02-A016376960
- Istituto Centrale per il Catalogo Unico: LO1V212026
- Système universitaire de documentation: 069781877
- Virtual International Authority File: 39769248
- WorldCat: E39PBJbGRyCtWYV9MPfDPkGyh3